# ناو رینا کریستینا
ناو رینا کریستینا (به انگلیسی: Spanish cruiser Reina Cristina) یک کشتی بود که طول آن ۲۷۸ فوت ۳ اینچ (۸۴٫۸۱ متر) بود. این کشتی در سال ۱۸۸۷ ساخته شد.